# Alexandru Boldur

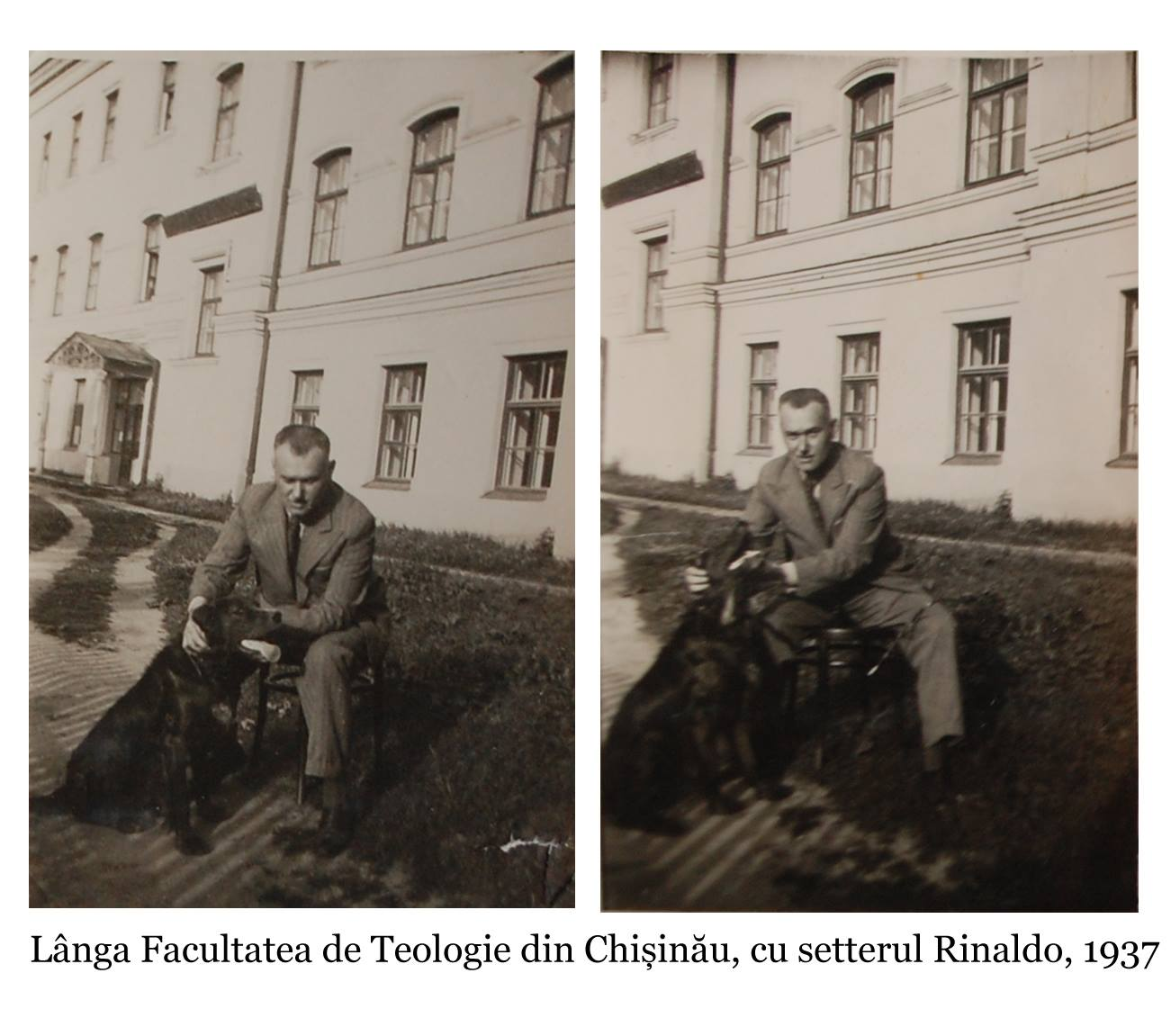
Alexandru Boldur în Chișinău, 1937, anul în care fost editată „Istoria Basarabiei, volumul 1”.

Alexandru Boldur (n. 23 sau 25 februarie 1886, Chișinău – d. 18 octombrie 1982, București), a fost un istoric, arheolog și licențiat în drept român. 

## Biografie
Părinții săi au fost Vasile și Elena Boldur. Vasile Boldur a fost funcționar la poștă, apoi la Direcția Gubernială a Basarabiei.
A absolvit Seminarul Teologic din Chișinău (bacalaureat, 1906); Universitatea din Sankt Petersburg (licențiat al Facultății de  Drept, 1910); licențiat al  Institutului de Arheologie din Sankt Petersburg, cu brio; în 1911 — asistent universitar la Facultatea de Drept a aceleiași universități, în 1916 — magistrat în drept public; în 1917 — conferențiar privat de istorie a dreptului; în 1921 — profesor, șef de Catedră la Institutul Juridic Superior din Sevastopol (Crimeea), apoi la Facultatea Muncitorească din Moscova.
Între anii 1922-1924 a fost Consilier juridic în Comisariatul poporului pentru comerț exterior, la Moscova.
S-a reîntors în Basarabia în 1927, a devenit conferențiar de Istoria Românilor la Facultatea Teologică din Chișinău a Universității din lași, în 1932 ca profesor agregat, în 1937 ca titular la aceeași catedră, iar în 1938 s-a transferat la Iași. În perioada 1943–1948 a devenit director al Institutului de Istorie „A. D. Xenopol” din Iași.
A scris peste 100 de lucrări, inclusiv monografii, studii, tratate istorice, din care multe pagini dedicate Chișinăului.
Este considerat drept unul dintre cei mai importanți istorici basarabeni și cunoscător a șase limbi străine. A avut o fiică, Nina Boldur.

## Operă
- La Bessarabie et les relations russo-roumaines, Paris, J. Gamber, 1927, 410 p.;
- Istoria relațiunilor ruso-române politice, 1928;
- Unirea - analiza psihologică a evenimentelor 1918 — 1928, (inclusă în Istoria Basarabiei, vol. 2) Editura TIMPUL, Chișinău, 2016
- Imperialismul rusesc în Balcani;
- Statutul internațional al Basarabiei, 1938;
- Muzica în Basarabia, 1940
- Românii și strămoșii lor în Istoria Transnistriei, 1943;
- Istoria Basarabiei — București, Editura Victor Frunză, 1992;
- Ștefan cel Mare, voievod al Moldovei, Editura TIMPUL, Chișinău, 2015; Madrid, 1970
- Expediția de la Prut din 1711 (inclusă în Istoria Basarabiei, vol. 1), Editura Timpul, Chișinău, 2015;
- Basarabia Românească (inclusă în Istoria Basarabiei, vol. 2) , Editura Timpul, Chișinău, 2016.
- Viața mea. Lumini și umbre. București, Editura Albatros, 2006.
- Plevna, Istanbul, 1979

## Distincții
- Ordinul Meritul Cultural, în gradul de Cavaler cl. II, pentru litere (1 februarie 1943)[5]